# Huragan (powieść)
Huragan – pierwsza z trzech powieści historycznych Wacława Gąsiorowskiego składających się na „Trylogię napoleońską”. Początkowo ukazywała się w roku 1901 w odcinkach na łamach warszawskiego „Dziennika dla Wszystkich”, a w całości wydana również w 1901 roku jako dodatek niedzielny do „Dziennika Poznańskiego”. Akcja utworu rozgrywa się w latach 1806–1809, w czasie wojen napoleońskich. Wątek historyczny, obejmujący m.in. krytyczną analizę stosunku Bonapartego do sprawy polskiej, splata się wątkiem przygodowym i miłosnym.
Kolejnymi częściami „Trylogii napoleońskiej” są powieści Rok 1809 i Szwoleżerowie gwardii
Powieść, która ukazywała się w odcinkach w warszawskim „Dzienniku dla Wszystkich” cieszyła się ogromną poczytnością; redakcję i autora zasypywały tysiące listów od czytelników. Jedni chwalili, inni domagali się informacji, z jakich korzystał źródeł. Gąsiorowski z początku cierpliwie tłumaczył i usprawiedliwiał się, ale w końcu zaczęło go to drażnić.

## Treść
Główny bohater, to Florian Gotartowski, były żołnierz Legionów Dąbrowskiego, służący w polskiej armii, która u boku Napoleona w toku walk z Prusakami, wkracza na terytorium polskie. Nocując w jednym z polskich dworków poznaje piękną Zofię Dziewanowską. Młodzi zakochują się w sobie bez pamięci. Jednak działania wojenne rozdzielają ich od siebie. Florian przeżywa wiele niebezpiecznych przygód, walcząc u boku Napoleona. Bierze udział w bitwie pod Somosierrą i krwawym oblężeniu Saragossy, wielokrotnie ryzykując życiem. Jednak wszystko kończy się dla młodych szczęśliwie.
Oprócz głównych bohaterów, w powieści występuje szereg wyrazistych postaci drugiego planu. Jednym z nich jest kobieta - Joanna Żubrowa (postać historyczna, była to pierwsza kobieta odznaczona Virtuti Militari), żona legionisty Macieja Żubra, która podąża wraz z wojskiem i mężem jako obozowa markietanka. Kobieta ta odwagą i fantazją przewyższa wielu żołnierzy. Ponadto w powieści występują postacie historyczne, min. książę Józef Poniatowski.